# Tarfalu
Tarfalu (ukránul: Голятин) település Ukrajnában, Kárpátalján, a Huszti járásban.

## Fekvése
Ökörmezőtől északnyugatra, Majdánka és Tarújfalu közt fekvő település.

## Nevének jelentése
Pesty Frigyes szerint a falu Holyatin neve magyarul  kopár, tar jelentésű.
Mai Tarfalu elnevezését az 1904-es településnév rendezéskor kaphatta.

## Története
Tarfalu (Ó Holyatin) nevét 1599-ben Also Holyatyn néven említette először oklevél. 1604-ben Lupuska, 1715-ben O Holyatin néven írták.
A falut még a 16. század második felében alapították, és a Verhovina egyik legjelentősebb települése volt. A település 1599-ben már fennállt a másik hasonló nevű (Újholyatin) nevű településsel együtt, s mindkettő Holyatyin vétel útján a Dolhaiaké volt ekkor. 1600 körül a ruszin lakosságú falun a Dolhai és  Lipcsey család osztozott meg.
Mai Tarfalu elnevezését valószínű az 1904-es helynévrendezéskor kaphatta.
1910-ben 1064 lakosa volt, melyből 9 magyar, 156 német, 898 ruszin volt. Ebből 906 görögkatolikus, 157 izraelita volt. A trianoni békeszerződés előtt Máramaros vármegye Ökörmezői járásához tartozott.